# Cheiracanthium barbarum
Cheiracanthium barbarum är en spindelart som först beskrevs av Lucas 1846.  Cheiracanthium barbarum ingår i släktet Cheiracanthium och familjen sporrspindlar.
Artens utbredningsområde är Algeriet. Inga underarter finns listade i Catalogue of Life.